# Пролеска двулистная
Проле́ска двули́стная (лат. Scílla bifólia) — многолетнее травянистое растение, вид рода Пролеска (Scilla) семейства Спаржевые (Asparagaceae). Типовой вид рода. Ранее этот род включили в семейство Лилейные (Liliaceae), а также иногда в семейство Гиацинтовые (Hyacinthaceae).

## Ботаническое описание
Пролеска двулистная — многолетнее луковичное травянистое растение. Луковица яйцевидной или широкояйцевидной формы, не более 2,5 см в диаметре, коричневого цвета.
Листья обычно в количестве двух, 5—20 см длиной, линейной формы, появляющиеся одновременно с соцветием.
Стрелка-цветонос длиннее листьев, до 30 см длиной, цилиндрическая, несущая кистевидное соцветие с 1—10 цветками. Прицветники обычно отсутствуют. Околоцветник состоит из шести свободных продолговато-яйцевидных долей до 1 см длиной, окрашен в синий или сиреневато-синий цвет. Завязь верхняя, широкояйцевидная.
Плод — коробочка с почти сферическими буроватыми семенами.

## Ареал и значение
Естественный ареал пролески двулистной — Южная и Центральная Европа и Малая Азия. В России произрастает в южной и южно-восточной части средней полосы, преимущественно на лугах.
В 1993 году пролеска двулистная получила премию Award of Garden Merit. Выведены декоративные сорта пролески с розовыми и белыми цветками.

## Таксономия
|  |                                      |  |                                                         |                                                         |                     |  | ещё 13 семейств (согласно Системе APG III) | ещё 13 семейств (согласно Системе APG III) |                         |  |  |  | ещё около 80 видов |
|  |                                      |  |                                                         |                                                         |                     |  | ещё 13 семейств (согласно Системе APG III) | ещё 13 семейств (согласно Системе APG III) |                         |  |  |  | ещё около 80 видов |
|  |                                      |  |                                                         | порядок Спаржецветные                                   |                     |  |                                            |                                            | род Пролеска            |  |  |  |                    |
|  |                                      |  |                                                         | порядок Спаржецветные                                   |                     |  |                                            |                                            | род Пролеска            |  |  |  |                    |
|  | отдел Цветковые, или Покрытосеменные |  |                                                         |                                                         | семейство Спаржевые |  |                                            |                                            | вид Пролеска двулистная |  |  |  |                    |
|  | отдел Цветковые, или Покрытосеменные |  |                                                         |                                                         | семейство Спаржевые |  |                                            |                                            |                         |  |  |  |                    |
|  |                                      |  | ещё 58 порядков цветковых растений (по Системе APG III) | ещё 58 порядков цветковых растений (по Системе APG III) |                     |  |                                            | ещё более 140 родов                        | ещё более 140 родов     |  |  |  |                    |
|  |                                      |  |                                                         | ещё 58 порядков цветковых растений (по Системе APG III) |                     |  |                                            |                                            | ещё более 140 родов     |  |  |  |                    |

### Синонимы
- Adenoscilla bifolia (L.) Gren. & Godr., 1855
- Adenoscilla nivalis (Boiss.) J.Gay ex Baker, 1873
- Adenoscilla unifolia Texidor, 1869
- Anthericum bifolium (L.) Scop., 1771
- Genlisa bifolia (L.) Raf., 1840
- Hyacinthus bifolius (L.) E.H.L.Krause, 1906, nom. illeg.
- Ornithogalum bifolium (L.) Neck., 1770
- Rinopodium bifolia (L.) Salisb., 1866, nom. inval.
- Scilla alpina Schur, 1852
- Scilla buekkensis Speta, 1976
- Scilla carnea Sweet, 1830
- Scilla cernua Janka, 1855, nom. illeg.
- Scilla chladnii Schur, 1850
- Scilla decidua Speta, 1976
- Scilla dedea Speta, 1991
- Scilla drunensis (Speta) Speta, 1976
- Scilla dubia K.Koch, 1846
- Scilla hohenackeri Janka, 1855, nom. illeg.
- Scilla laxa Schur, 1866
- Scilla longistylosa Speta, 1976
- Scilla lusitanica L., 1767
- Scilla minor K.Koch, 1846
- Scilla montenegrina Speta, 1976
- Scilla nivalis Boiss., 1844
- Scilla pleiophylla Speta, 1980
- Scilla pneumonanthe Speta, 1976
- Scilla praecox Willd., 1799
- Scilla pruinosa Speta, 1991
- Scilla resslii Speta, 1976
- Scilla rosea Lehm., 1828
- Scilla secunda Janka, 1856
- Scilla subnivalis (Halácsy) Speta, 1980
- Scilla subtriphylla Schur, 1866
- Scilla trifolia Schur, 1866
- Scilla uluensis Speta, 1976
- Scilla vernalis Montandon, 1868
- Scilla vindobonensis Speta, 1974
- Scilla xanthandra K.Koch, 1847
- Stellaris bifolia (L.) Moench, 1794